# Astrachan
Astrachan (russisch Астрахань; Ausspracheⓘ) ist eine Stadt an der Wolga in Russland mit 520.339 Einwohnern (Stand 14. Oktober 2010). Als alte Städtenamen sind Etil und İtil bekannt; beide Namen bezeichnen auch die Wolga. In der Stadt befindet sich das Hauptquartier der Kaspischen Flottille der Russischen Marine.

## Geschichte
Seit dem 6. Jahrhundert war Astrachan ein wichtiger Warenumschlagplatz zwischen Europa und den Anrainern des Kaspischen Meeres. Davon zeugt auch die Bezeichnung „Astrachan“ für das lockige Fell des Lamms des Karakulschafs (auch „Persianer“), das hauptsächlich über diesen Platz gehandelt wurde. Seit dem 13. Jahrhundert von Wolga-Tataren besiedelt (mit dem Namen Aschtarchan), war Astrachan lange Zeit Sitz des tatarischen Khanates Astrachan. 1556 ließ Zar Iwan der Schreckliche die Stadt belagern und vollständig niederbrennen.

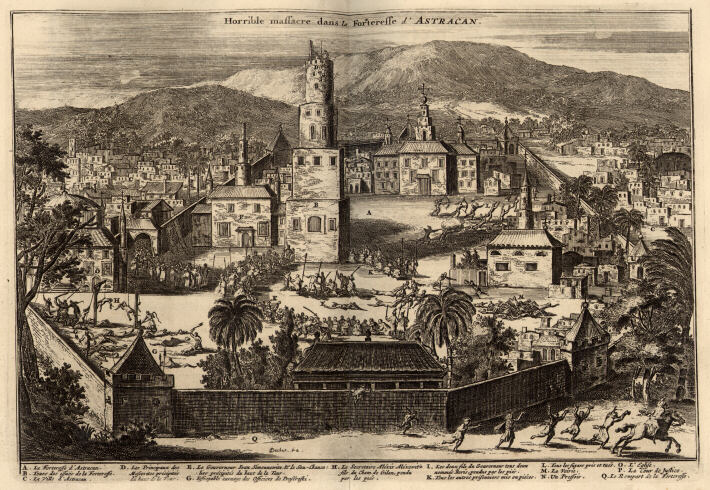
Rasinsche Rebellen in Astrachan, holländischer Kupferstich von 1681

Nach der Eroberung durch das Zarentum Russland wurde die Stadt 1558 als hölzerne Festung an ihrer jetzigen Lage auf einer von Wolgaarmen umflossenen Anhöhe, 12 km stromabwärts, neu aufgebaut. Ein krimtatarisch-osmanischer Angriff auf die Stadt 1569 scheiterte. 1582 erhielt der Ort eine Zitadelle, den Astrachaner Kreml mit einer steinernen Mauer mit acht Türmen und eine Karawanserei. Um den Kreml herum bildeten sich Freie Siedlungen (eine sogenannte Sloboda-Siedlung) der Astrachaner Tataren, Armenier und Russen. Die an der Peripherie des russischen Zarenreichs gelegene Festung war den Angriffen der an den Flüssen Don, Terek und Wolga siedelnden Kosaken, der ursprünglichen regionalen Bevölkerung und benachbarter Nachfolgereiche der ehemaligen Goldenen Horde wie des Krimkhanates ausgesetzt. Sie wehrten sich gegen die vom Astrachaner Kreml ausgehende Herrschaft oder sahen diese und die russische Ansiedlung als Fremdherrschaft und Bedrohung an (Aufstand von 1605/06, Eroberung der Stadt durch die Donkosaken unter Stepan Rasin 1670/71).
Im Laufe des 17. Jahrhunderts gewann Astrachan als Transitpunkt des internationalen Rohseidehandels eine wachsende Bedeutung. Die Route von Persien über das Kaspische Meer die Wolga aufwärts an die Ostsee und nach Nord- und Westeuropa (Holland, England) war zwar ökonomisch interessant, sie war und blieb jedoch nur eine Nebenroute, die nie die Bedeutung des Landhandelsweges durch das Osmanische Reich zum Mittelmeer erreichte. Im innerrussischen Handel mit Nischni Nowgorod und Moskau blieben Salz und Fisch die wichtigsten Güter. Seit 1717 war Astrachan die Hauptstadt des Gouvernements Astrachan, seit 1787 Bestandteil einer kaukasischen Statthalterschaft.
Zar Peter I. ließ ab 1722 eine Admiralität, eine Werft sowie einen Hafen errichten und eine Flotte aufbauen (vgl. Kaspische Flottille).
Der Fischfang (Stör, Kaviar) entwickelte sich zum wichtigsten Wirtschaftszweig; der Weinanbau blieb hinter den hohen Erwartungen zurück.
Im 19. Jahrhundert ging die wirtschaftliche Bedeutung Astrachans immer stärker zurück.
Im Herbst 1823 gab es Fälle epidemischer Cholera in Astrachan. Es war das erste Mal, dass diese auf europäischem Boden beobachtet wurde. 1829 brach die Cholera erneut aus; kurz darauf trat sie auch in Moskau auf.
Ende des 19. Jahrhunderts führte die Erdölgewinnung in Baku zu einem neuen Aufschwung. Im Russischen Bürgerkrieg von 1918 bis 1920 war die Stadt zwischen Weißgardisten und der Roten Armee umkämpft. In der frühen Sowjetunion wurde die Stadt administrativ der nördlich gelegenen Nachbarstadt Wolgograd untergeordnet, 1943 aber zu einer Gebietshauptstadt erhoben.

### Zweiter Weltkrieg
Astrachan war als südliches Ende der sogenannten AA-Linie ein Ziel des deutschen Angriffs auf die Sowjetunion.
Im Rahmen der Operation Blau und der Offensive auf Stalingrad flog die deutsche Luftwaffe im Sommer 1942 mehrere Bombenangriffe auf Astrachan mit seinen Ölraffinerien. Ein Fernspähtrupp der Heeresgruppe A näherte sich Astrachan am 16. September 1942 bis auf 35 km, südwestlich der heutigen Stadt Narimanow, was den wahrscheinlich östlichsten während des Krieges von der deutschen Wehrmacht erreichten Punkt darstellte.
In der Stadt bestand das Kriegsgefangenenlager 204 für deutsche Kriegsgefangene des Zweiten Weltkrieges. Schwer Erkrankte wurden in den beiden Kriegsgefangenenhospitälern 5613 und 5761 versorgt.

### Bevölkerungsentwicklung
Die folgende Übersicht zeigt die Entwicklung der Einwohnerzahl von Astrachan.
| Jahr | Einwohner |
| ---- | --------- |
| 1897 | 112.880   |
| 1939 | 253.595   |
| 1959 | 295.768   |
| 1970 | 410.473   |
| 1979 | 461.003   |
| 1989 | 509.210   |
| 2002 | 504.501   |
| 2010 | 520.339   |

Anmerkung: Volkszählungsdaten

## Klima
In Astrachan herrscht kontinentales Steppenklima, bestehend aus warmen bis heißen Sommern und kalten Wintern. Die Extremtemperaturen liegen bei 41,0 °C und −33,6 °C.
|                        | Jan   | Feb  | Mär  | Apr  | Mai  | Jun  | Jul  | Aug  | Sep  | Okt  | Nov  | Dez  |   |       |
| Mittl. Temperatur (°C) | −5,5  | −5,0 | 1,3  | 11,1 | 18,2 | 22,8 | 25,2 | 23,3 | 17,4 | 9,2  | 3,2  | −1,8 | ⌀ | 10    |
| Mittl. Tagesmax. (°C)  | −3,3  | −1,7 | 5,1  | 15,7 | 23,8 | 27,6 | 30,6 | 29,6 | 23,3 | 15,1 | 6,2  | −0,3 | ⌀ | 14,4  |
| Mittl. Tagesmin. (°C)  | −10,1 | −9,4 | −4,1 | 4,2  | 12,4 | 17,8 | 20,0 | 17,8 | 11,9 | 5,1  | −1,1 | −6,2 | ⌀ | 4,9   |
|                        |       |      |      |      |      |      |      |      |      |      |      |      |   |       |
| Niederschlag (mm)      | 15,1  | 10,4 | 16,1 | 25,3 | 22,1 | 20,6 | 14,6 | 17,7 | 23,6 | 17,2 | 17,3 | 15,5 | Σ | 215,5 |
|                        |       |      |      |      |      |      |      |      |      |      |      |      |   |       |
| Sonnenstunden (h/d)    | 2,8   | 3,8  | 5,3  | 7,5  | 9,5  | 10,5 | 10,4 | 10,0 | 8,4  | 5,8  | 2,8  | 1,9  | ⌀ | 6,6   |
|                        |       |      |      |      |      |      |      |      |      |      |      |      |   |       |
| Regentage (d)          | 9,0   | 8,0  | 7,0  | 5,0  | 5,0  | 5,0  | 5,0  | 4,0  | 5,0  | 6,0  | 8,0  | 11,0 | Σ | 78    |
|                        |       |      |      |      |      |      |      |      |      |      |      |      |   |       |
| Wassertemperatur (°C)  | 0,0   | 0,0  | 2,0  | 7,0  | 14,0 | 21,0 | 25,0 | 24,0 | 19,0 | 12,0 | 5,0  | 1,0  | ⌀ | 10,9  |
|                        |       |      |      |      |      |      |      |      |      |      |      |      |   |       |
| Luftfeuchtigkeit (%)   | 86    | 83   | 77   | 62   | 58   | 54   | 56   | 60   | 66   | 74   | 82   | 86   | ⌀ | 70,3  |

| −10,1 |

| −9,4 |

| −4,1 |

| 4,2 |

| 12,4 |

| 17,8 |

| 20,0 |

| 17,8 |

| 11,9 |

| 5,1 |

| −1,1 |

| −6,2 |

| −10,1 |

| −9,4 |

| −4,1 |

| 4,2 |

| 12,4 |

| 17,8 |

| 20,0 |

| 17,8 |

| 11,9 |

| 5,1 |

| −1,1 |

| −6,2 |

## Sehenswürdigkeiten

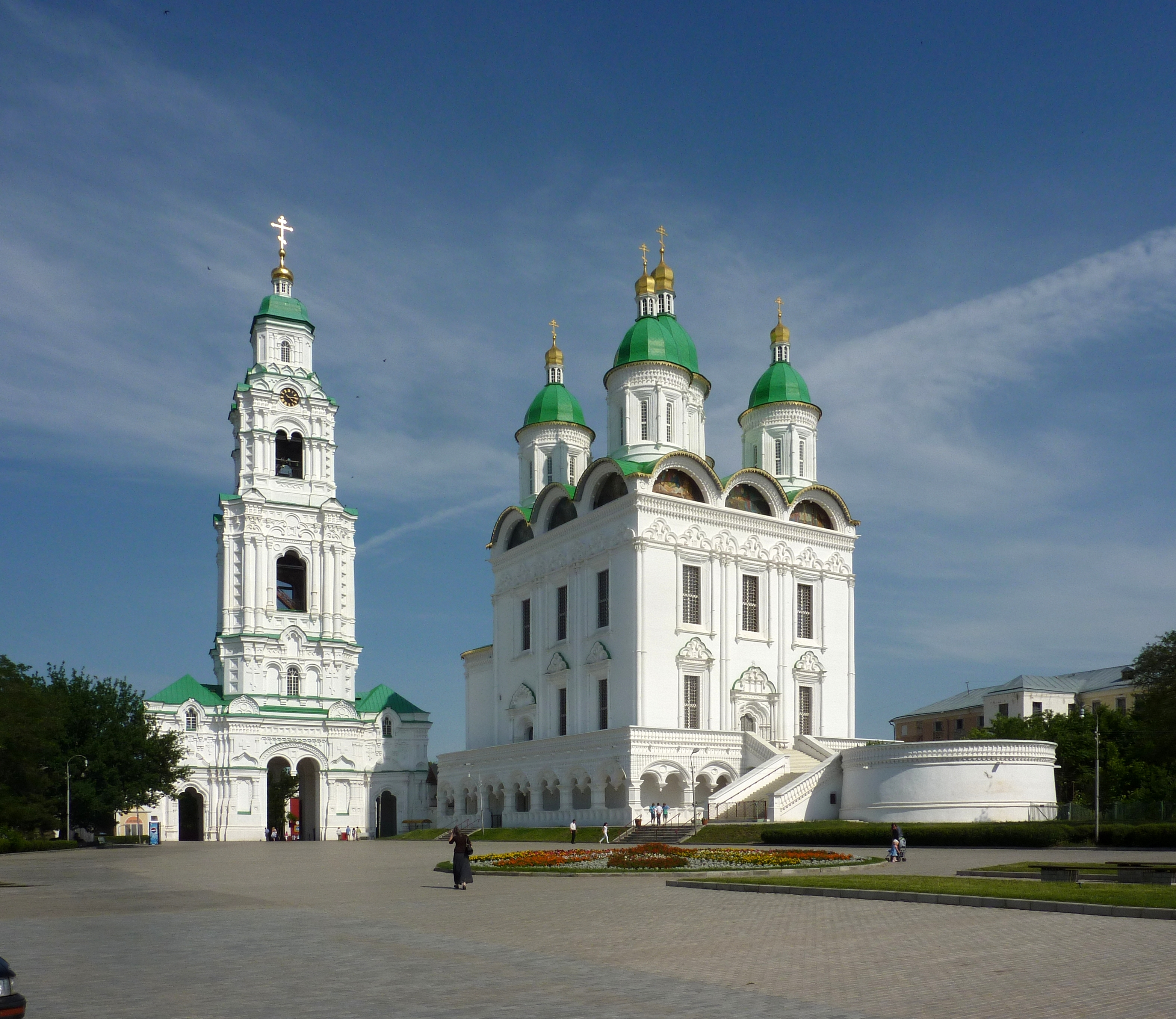
Mariä-Entschlafens-Kathedrale

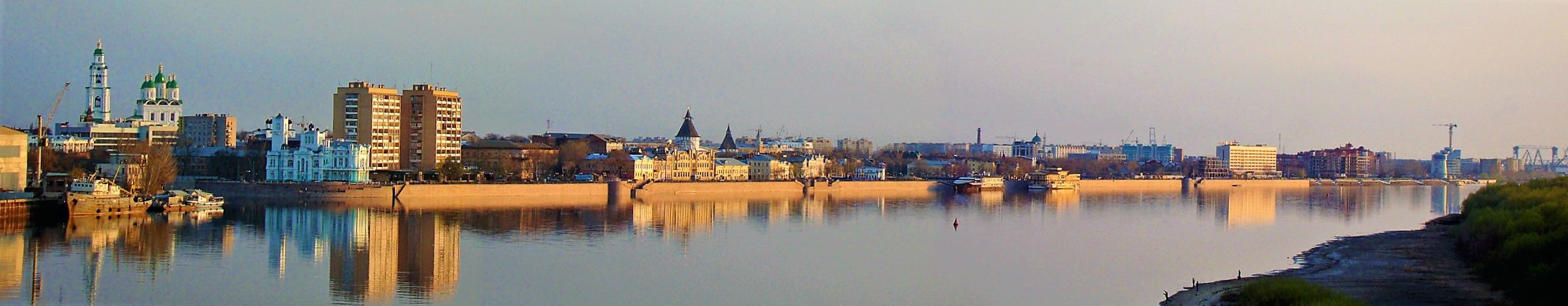
Das Panorama des zentralen Teiles Astrachans von der „neuen Brücke“

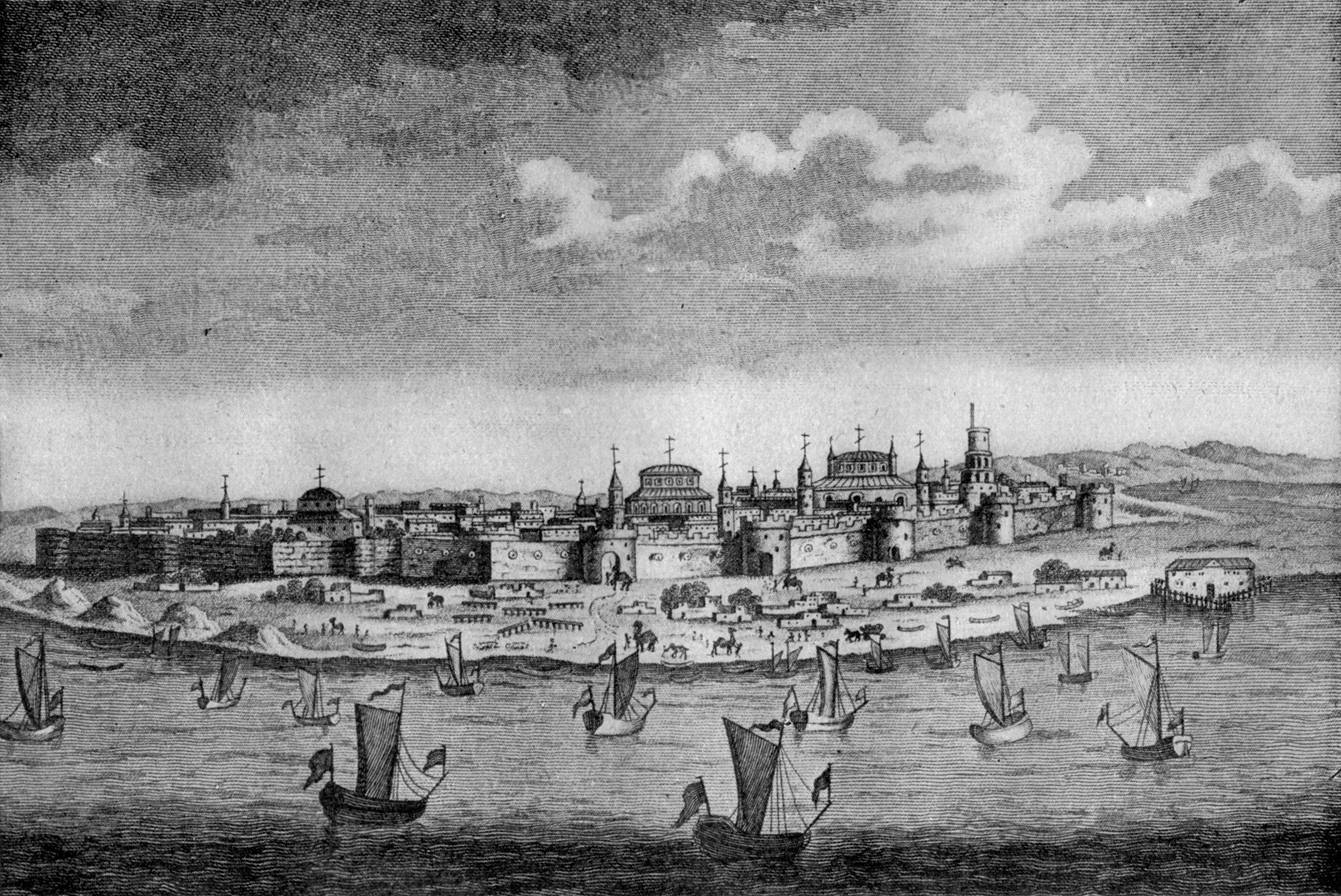
Historische Ansicht von Astrachan

In Astrachan ist in großem Maße historische Bausubstanz aus den verschiedensten Epochen erhalten. Die Stile reichen von Renaissance über Klassizismus bis hin zu (neo)maurischen sowie speziell russischen und orthodoxen Einflüssen. Bekannte Sehenswürdigkeiten sind der Astrachaner Kreml nebst Mariä-Entschlafens- und Dreifaltigkeits-Kathedrale, der Englische Hof, die Kaufmannshäuser (u. a. das Gebäude der Börse und der Komplex der Stadtverwaltung), die zahlreichen Kirchen (u. a. die Ioann-Slatoust-Kirche, die Pokrowski-Kirche u. v. a.), die Gemäldegalerie (umfangreiche Sammlung von russischer Kunst), das Heimatkundemuseum, das Chlebnikow-Museum, das Museum des Zweiten Weltkrieges.

## Moscheen
In Astrachan sind sechs Moscheen zu finden: Die Weiße Moschee, auch als Tatarische Moschee bezeichnet, ist die älteste Moschee Astrachans. Bereits 1777 berichtet Gmelin von einer damals noch hölzernen Weißen Moschee. Sie war die wichtigste Moschee der Tataren in der Stadt. 1810 wurde ein Steingebäude gebaut. Bis zur Revolution gab es eine zur Moschee gehörende Schule. 1930 wurde die Weiße Moschee durch die Sowjetbehörden geschlossen und später als Kindergarten verwendet. 1992, ein Jahr nach dem Untergang der Sowjetunion, gab man die Moschee den Gläubigen zurück. 1997 wurde die erste „Medresse“ (muslimische Religionsschule) in der Oblast Astrachan eingerichtet, 2000–2008 wurde die Moschee renoviert.
Die Schwarze Moschee war die Moschee der Kaufleute aus Buchara in Astrachan. Das Steingebäude wurde 1816 errichtet, die Moschee wurde 1930 geschlossen, einer Schule übergeben und später zerstört. 2005–2008 wurde die Moschee wieder aufgebaut.
Die Rote oder Kasaner Moschee wurde am Ende des 19. Jahrhunderts aus privaten Mitteln des tatarischen Mullah Abdrachman Abdul Wagap Alijew erbaut; da er jedoch selbst zu wenig Geld hatte, war er auf die Unterstützung des tatarischen Händlers Schakir Kasakow angewiesen. 1898 wurde die Moschee vollendet – der Name „Kasaner Moschee“ hat nichts mit der Stadt Kasan zu tun, sondern meint, dass die Moschee ebenso schön wie die Kasaner Moscheen sei. Während der sowjetischen Zeit war die Moschee eine von nur zwei geöffneten Moscheen Astrachans. 1941 wurde sie geschlossen und ihr Gebäude von einer Handwerkswerkstatt genutzt, 1950 wurde sie jedoch den Gläubigen zurückgegeben. Heute ist sie die Residenz des Muftis von Astrachan.
Die Kruischiner Moschee wurde am Anfang des 20. Jahrhunderts gemäß mündlicher Zeugnisse etwa 1907–1909 erbaut. 1932 wurde sie von der Sowjetmacht geschlossen und als Abstellraum benutzt. 1990 war sie beinahe vollständig zerstört. Nach der Rückgabe der Moschee an die Gläubigen im Jahr 1997 begann die aserbaidschanische Diaspora 2004 mit der Rekonstruktion der Moschee. Da sie eine schiitische Moschee ist, von der aserbaidschanischen Diaspora verwaltet wird und sich überdies an der Baku-Straße befindet, heißt sie auch Bakuer Moschee.
Die Persische Moschee wurde 1860 von der Gemeinschaft der Perser in Astrachan erbaut. Sie wurde von einem speziellen Rat geleitet und konnte von Neugierigen nur mit besonderer Erlaubnis betreten werden. 1939 wurde die Moschee geschlossen, und in eine Nähfabrik umgewandelt. Durch Umbauten wurde das Gebäude stark beeinträchtigt, die vier Minaretttürme an den Seiten fehlen nach wie vor.
Die Kaukasische Moschee, die am beliebten städtischen Markt Bolschije Issady gelegen ist, wurde 1894 oder 1900 erbaut. Mullah der Moschee war im ersten Drittel des 20. Jahrhunderts der Tatare Feisulla Fetchullin. 1935 wurde die Moschee geschlossen und einer Hygiene-Aufklärungseinrichtung übergeben. 1990 gab man die Moschee der Gemeinschaft zurück, ab 1993 bis 2000 rekonstruierte man sie. Die Moschee wird vor allem von Kaukasiern besucht – Awaren, Darginer, Laken, Lesgier, sunnitische Aserbaidschaner, aber auch Tataren, Nogaier und Kasachen –, daher ihr Name. Die Gemeinschaft der Gläubigen besteht aus etwa 300 bis 500 Personen, an Feiertagen besuchen bis zu 1500 Gläubige die Moschee.

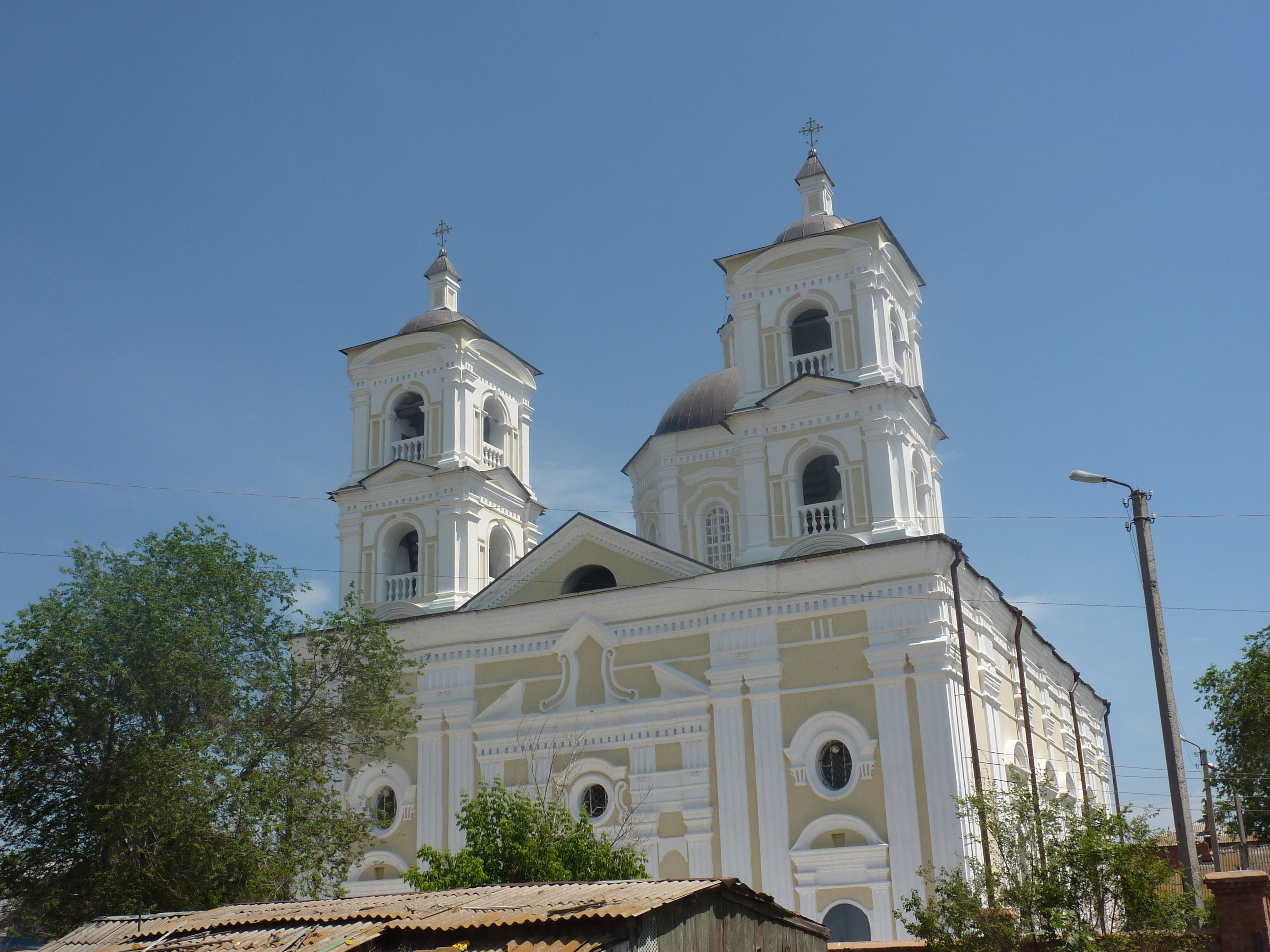
Die katholische Kirche in Astrachan

## Astrachan in der Literatur
Paul Fleming verfasste als Mitglied der Holsteinischen Expedition Gedichte über Astrachan. Astrachan wird auch in einer Episode von Grimmelshausens Simplicissimus erwähnt.
Astrachan als literarischer Ort in der russischen Literatur wird vor allem durch den wichtigsten gebürtigen Astrachaner Schriftsteller, Welimir Chlebnikow geprägt, aber auch Konstantin Paustowski schrieb aus und über Astrachan. Der Historiker, Religions- und Heimatkundler Alexander Markow wählt Astrachan als Schauplatz für seine historischen Romane, wie beispielsweise Tainy sowetnik (Der Geheimrat).
Von Joseph Roth gibt es im Rahmen seiner in der Frankfurter Zeitung 1926 erschienenen Reiseberichte aus der damaligen Sowjetunion eine lesenswerte Beschreibung seines Besuchs dort. "In Astrachan beschäftigen sich viele Menschen mit Fischfang und Kaviarhandel. Der Geruch dieser Tätigkeit ist in der ganzen Stadt verbreitet. Wer nicht nach Astrachan kommen muss, der vermeidet es. Wer einmal nach Astrachan gekommen ist, der bleibt nicht lange dort."

## Weiterführende Bildungseinrichtungen

### Staatliche Hochschulen
- Staatliche Medizinakademie Astrachan AGMA
- Staatliche Universität Astrachan AGU (früher Pädagogische Hochschule)
- Staatliche Technische Universität Astrachan („Rybwtus“) AGTU
- Staatliches Konservatorium Astrachan

### Filialen und Technische Institute
- Fakultät der Staatlichen Akademie für Wasserstraßenverkehr des Wolgagebiets
- Fakultät des Instituts für Wasserstraßenverkehrsingenieure Nischni Nowgorod
- Filiale der Akademie für Staatsdienst Wolgograd
- Filiale der Offenen Sozialuniversität Moskau
- Filiale der Staatlichen Rechtsakademie Saratow
- Filiale des Südrussischen Geisteswissenschaftlichen Instituts
- Institut der Internationalen Universität für Business und Verwaltung Astrachan
- Institut für Bauingenieure Astrachan

## Fernverkehr

### Luftverkehr
Der nach Nəriman Nərimanov benannte Flughafen Narimanowo (IATA: ASF) ist ein internationaler Flughafen in Astrachan. Er wird vom Unternehmen OAO Aeroport Astrachan betrieben. Nach seiner Renovierung, dem Neubau des internationalen Sektors, der im Februar 2011 eröffnet wurde, und weiteren im Jahre 2011 durchzuführenden Arbeiten zählt er zu den modernsten Regionalflughäfen Russlands. Es gibt Direktflüge aus Astrachan nach Aqtau, Jerewan und Moskau.
Zudem wurden neue Verbindungen durch die Regionalfluggesellschaft Ak Bars Aero von und nach Kasan, Istanbul und St. Petersburg aufgenommen. Im Sommer wird auch Sotschi am Schwarzen Meer angeflogen.

### Eisenbahn
Astrachan wurde 1907 mit einer Seitenlinie der Rjasan-Ural-Eisenbahn (Рязано-Уральская железная дорога) von Werchni Baskuntschak aus erschlossen. Der Hauptbahnhof war ursprünglich als Sackbahnhof ausgelegt. Um die Versorgung des Ostkaukasus sicherzustellen, wurde im Herbst 1942 die Strecke bis Kisljar zum Anschluss an die Nordkaukasische Eisenbahn verlängert. Es existieren 4 tägliche Verbindungen nach Moskau sowie mindestens einmal täglich in alle größeren Städte Russlands, unter anderem auch direkt bis Murmansk. Die Strecken gehören zur Wolga-Eisenbahn (Приво́лжская желе́зная доро́га). Neben den Fernstrecken werden 4 Vorortlinien, Elektritschka genannt, betrieben.

### Fernstraßen
Astrachan ist Endpunkt der Fernstraßen R22 Kaspi (Moskau – Wolgograd – Astrachan), R216 (Tscherkessk – Stawropol – Swetlograd – Astrachan) sowie A340 (als A27 von Aqtöbe über Atyrau aus Kasachstan kommend). R22 und A340 sind Teil des Europäischen West-Ost Korridors E40 von Calais bis Ridder an der chinesischen Grenze in Kasachstan. Die R22 ist ebenfalls Teil der E119 von Moskau nach Baku. Zwischen Astrachan und Machatschkala existiert jedoch derzeit keine Verbindung. Aktuellseit wann?wird an einer Nordumgehung zur Verbindung von M6 und A340 gebaut um den Durchgangsverkehr von und nach Kasachstan aus der Innenstadt zu bringen.

## Nahverkehr

### Vorortverkehr
Es werden vier Vorortlinien (Elektritschka) mit knapp 150 km Streckenlänge betrieben.
- Kutum – Aksaraiskaja
- Kutum – GPP
- Kutum – Delta
- Astrachan – Oleinikowa

Es werden Züge vom Typ ED9T eingesetzt.

### Straßenbahn
Vom 24. Juni 1900 bis zum 25. Juli 2007 besaß Astrachan ein Straßenbahnnetz mit zuletzt sechs Linien und 42 Solo-Fahrzeugen der Typen KTM-5 und KTM-8. Das Netz wurde ursprünglich in Meterspur errichtet und in den Jahren 1952 bis 1957 auf russische Breitspur umgespurt.

### O-Bus
Astrachan besitzt seit dem 5. November 1967 ein O-Bus-Netz mit vier im Fahrplan 2012 ausgewiesenen Linien (1, 1A, 2, 3). Die Linie 4 wurde im Jahr 2011 gestrichen, da sie weitgehend der Linie 2 entspricht. Die zusätzlichen zwei Stationen zum Zwestnij-Stadion wurden abgebaut. Die Linie 1A ist eine Verlängerung der Linie 1 zum Flughafen und wird nur in den Sommermonaten betrieben. Die Line 3 (Soljanka – Flughafen) wird nur bei Bedarf besetzt. Es stehen derzeit (2012) 24 Busse zur Verfügung, von denen 20 täglich eingesetzt werden.

### Busse
Es werden derzeit (2012) 22 Buslinien betrieben, davon zwei als Metrobusse und zwei, die an Privatunternehmen vergeben wurden. Außerdem sind 79 Linien für kleine Sammelbusse (Marschrutka) lizenziert.

## Wirtschaft
In Astrachan sind mehrere große Schiffswerften in Betrieb.

## Sport
Der Fußballclub FK Wolgar Astrachan pendelt zwischen der drittklassigen Perwenstwo PFL und der zweitklassigen Perwenstwo FNL. Die Heimspiele werden im 17.712 Zuschauer fassenden Zentralstadion ausgetragen. Von 1931 bis 2016 gab es mit dem FK Astrachan einen weiteren Fußballklub. Der FK Astrachan war früher der Klub der Schiffswerft und nannte sich dementsprechend Sudostroitel, Schiffswerftarbeiter. Er trug seine Heimspiele im städtischen Stadion im Süden der Stadt im Stadtteil Narimanowo in der Nähe des Flughafens aus. In der Stadt ist mit der GK Astrachanotschka ein bekannter Frauenhandballverein der russischen Liga ansässig.

## Kultur

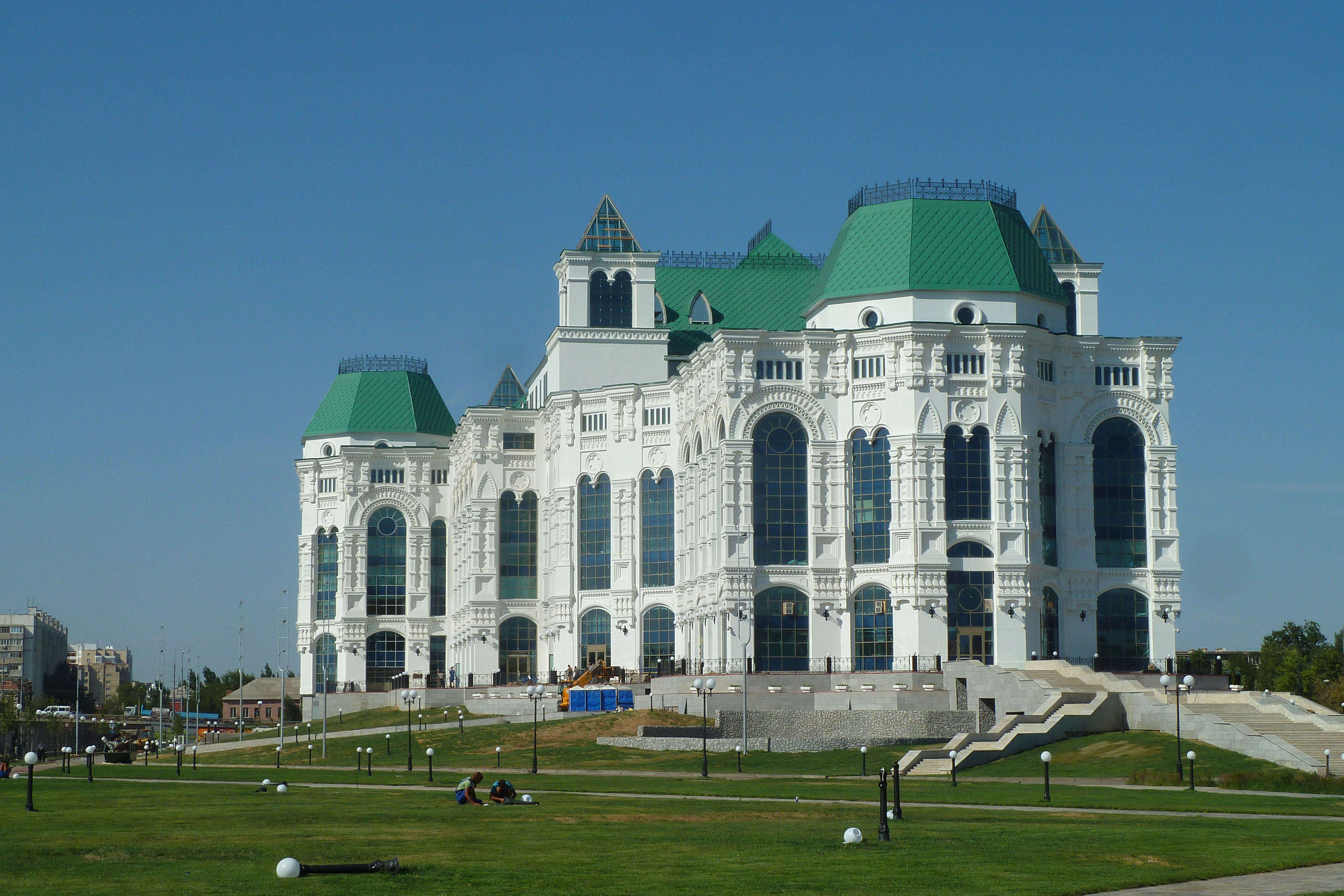
Das neue Musiktheater in Astrachan

In Astrachan gibt es eines der ältesten Schauspielhäuser Russlands sowie ein Theater, das auf Kinder- und Jugendkultur spezialisiert ist und das „Südrussische Staatliche Opernhaus von Astrachan“.

## Söhne und Töchter der Stadt
- Wassili Trediakowski (1703–1769), Schriftsteller, zählt zu den Begründern des russischen Klassizismus
- Georg Andreas Weise (1737–1792), deutscher lutherischer Theologe
- Dmitri Sawalischin (1804–1892), Marineoffizier und Schriftsteller
- Iwan Sokolow (1823–1910), Genre- und Porträtmaler
- Ilja Uljanow (1831–1886), Mathematik- und Physiklehrer; Vater von Lenin
- Joseph Deniker (1852–1918), russisch-französischer Anthropologe
- Lidija Petrowna Zeraskaja (1855–1931), Astronomin
- Sergei Korschinski (1861–1900), Botaniker, Genetiker und Hochschullehrer
- Alexander Schmidt (1871–1939), Arabist und Hochschullehrer
- Vachan Totomianc (1875–1964), Hochschullehrer, Publizist und Buchautor, Theoretiker und Propagandist der Genossenschaftsbewegung
- Boris Kustodijew (1878–1927), Maler und Grafiker
- Michail Trilisser (1883–1940), Revolutionär, Politiker und Geheimdienstchef
- Alexander Tarassow-Rodionow (1885–1938), Schriftsteller
- Wladimir Sarabjanow (1886–1952), Philosoph, Historiker und Wirtschaftswissenschaftler
- Boris Gusman (1892–1944), Journalist und Schriftsteller
- Walerija Barsowa (1892–1967), Sopranistin, Opernsängerin und Hochschullehrerin
- Pelageja Polubarinowa-Kotschina (1899–1999), Mathematikerin
- Marija Maksakowa (1902–1974), Opernsängerin
- Alexei Jepischew (1908–1985), Armeegeneral
- Eugen Kapp (1908–1996), sowjetisch-estnischer Komponist
- Boris Kljusner (1909–1975), Komponist
- Boris Urlapow (1912–1982), Flugzeugkonstrukteur
- Mariam Atlas (1912–2006), Ökonomin und Hochschullehrerin
- Wieńczysław Gliński (1921–2008), polnischer Schauspieler
- Maja Schigajewa (1927–2017), sowjetisch-kasachische Mikrobiologin und Hochschullehrerin
- Wjatscheslaw Andrejew (* 1941), Physiker und Hochschullehrer
- Juri Susdalzew (* 1945), Schwimmer
- Boris Kusnezow (1947–2006), Boxer und Olympiasieger 1972
- Vladimir Jarmolenko (* 1948), litauischer Politiker
- Ljudmila Maslakowa (* 1952), Sprinterin
- Rinat Dassajew (* 1957), Fußballtorwart
- Galina Beloglasowa (* 1967), rhythmische Sportgymnastin und Weltmeisterin[10]
- Dmitri Kobylkin (* 1971), Politiker
- Anastassija Saworotnjuk (1971–2024), Schauspielerin
- Lew Woronin (* 1971), Handballspieler und -trainer
- Oleg Schein (* 1972), Politiker
- Pjotr Guschwin (* 1973), Politiker
- Sergey Lagodinsky (* 1975), deutscher Rechtsanwalt und Publizist
- Pawel Baschkin (* 1978), Handballspieler
- Dmitri Djuschew (* 1978), Schauspieler[11][12]
- Jelena Schalamowa (* 1982), rhythmische Sportgymnastin und Olympiasiegerin 2000
- Jelena Dmitrijewa (* 1983), Handballspielerin
- Waldemar Feifer (* 1983), deutsch-russischer Filmregisseur, Filmeditor, Stuntman, Kameramann und Schauspieler
- Julija Kalinowskaja (* 1983), Ruderin
- Oxana Koroljowa (* 1984), Handballspielerin
- Emilija Turei (* 1984), Handballspielerin
- Walentin Busmakow (* 1985), Handballspieler und -trainer
- Darja Pischtschalnikowa (* 1985), Diskuswerferin
- Sergei Kudinow (* 1991), Handballspieler
- Kristina Tarassowa (* 1991), Handballspielerin
- Julija Chawronina (* 1992), Handballspielerin
- Wjatscheslaw Krotow (* 1993), Fußballspieler
- Albina Mursalijewa (* 1996), Handballspielerin
- Karina Sabirowa (* 1998), Handballspielerin
- Milana Taschenowa (* 1999), Handballspielerin

## Ehrenbürger
Der ehemalige deutsche Bundestagsabgeordnete Wolf Bauer wurde 2001 für seinen langjährigen Einsatz für Völkerverständigung als erster Ausländer seit 1917 mit der Ehrenbürgerwürde ausgezeichnet.

## Städtepartnerschaften
Astrachan listet elf Partnerstädte auf:
| Stadt           | Land                        | seit |
| --------------- | --------------------------- | ---- |
| Atyrau          | Kasachstan                  |      |
| Brest           | Belarus                     | 1999 |
| Fort Lauderdale | Vereinigte Staaten, Florida | 1996 |
| Grand-Popo      | Benin                       | 2003 |
| Iwanowo         | Russland                    | 1998 |
| Jerewan         | Armenien                    |      |
| Joschkar-Ola    | Russland                    | 2001 |
| Kasan           | Russland                    | 1997 |
| Kislowodsk      | Russland                    | 1998 |
| Ljubljana       | Slowenien                   | 1997 |
| Pembroke Pines  | Vereinigte Staaten, Florida | 1996 |
| Russe           | Bulgarien                   | 1998 |
| Stawropol       | Russland                    | 1998 |